# Міллій-бог (станція метро)
41°18′15″ пн. ш. 69°14′07″ сх. д. / 41.30417° пн. ш. 69.23528° сх. д.
Міллій бог (узб. Milliy bog’ — Національний парк) — станція Чилонзорської лінії Ташкентського метрополітену розташована між станціями Новза і Бунйодкор.

## Історія
Відкрита 6 листопада 1977 у складі першої черги Чилонзорської лінії.
До 1 травня 1992 називалася Комсомольська після чого була перейменована в Йошлік (Молодіжна).
Сучасну назву станції було присвоєно 10 жовтня 2005.
Колонна трипрогінна станція мілкого закладення з двома підземними вестибюлями.
Стіни переходів і вестибюлів, колони оздоблені рожевим Газганським мармуром; підлога викладена сірими і чорними гранітними плитами. Прямокутний платформовий зал перекрито ребристими плитами, що підтримується двома рядами колон з розширеними ригелями у вигляді арок, оформлених різьбленням по ганчу (А. Султанов). Ригелі-арки служать також карнизом для прихованих в них світильників, що освітлюють білі конструкції стелі. Спочатку на колійних стінах, оздоблених червоним Горохівським мармуром, геральдичними мідними вставками і художнім панно, були показані бойові та трудові подвиги комсомолу (худ. Б. Джалалов, Р. Немирівський). Станом на жовтень 2017 мідні барельєфи встановлені, але деякі частини вирізані.